# Datteln
Datteln är en stad i Kreis Recklinghausen i Regierungsbezirk Münster i förbundslandet Nordrhein-Westfalen i Tyskland.